# Carol & Vitoria
Carol & Vitoria é um duo musical brasileiro formado em 2018 pelas irmãs Carolina Marcilio (Florianópolis, 16 de setembro de 1999), também conhecida como Carolzinha, e Vitoria Marcilio (Florianópolis, 9 de outubro de 2000), também conhecida como Vitorinha.

## Carreira
Formado pelas irmãs Carol Marcilio e Vitoria Marcilio, nascidas em Florianópolis, Santa Catarina, o duo ficou conhecido por fazer covers de grandes sucessos e respostas inteligentes a letras machistas e misóginas que depreciassem a mulher. Em 2018, lançaram o EP de estreia, “Gato Preto”, que apresentou as faixas “Sintomas de Amor”, “Miopia”, “Vai Dar Pé”, “Gato Preto” e “Playground”, com a participação de MC Dede. Além de trazer duas canções da dupla, que haviam sido lançadas anteriormente, “Numa Dessas Voltas” e “Jura Juradinho”, que soma quase 48 milhões de visualizações em seu clipe. A dupla é embaixadora global do Instituto Avon na luta pela causa da violência contra a mulher e, recentemente, foi convidada a fazer parte da campanha da ONU: “16 Dias de Ativismo pelo Fim da Violência contra as Mulheres”.

## Discografia

### Extended plays (EPs)
| Título     | Detalhes                                                                                            |
| ---------- | --------------------------------------------------------------------------------------------------- |
| Gato Preto | - Lançamento: 23 de novembro de 2019 - Gravadora: Som Livre - Formatos: Download digital, streaming |

### Singles
| Ano  | Canção                                          | Certificações | Álbum                         |
| ---- | ----------------------------------------------- | ------------- | ----------------------------- |
| 2018 | "Mais Que Um Verão"                             |               | Gato Preto                    |
| 2018 | "Numa Dessas Voltas"                            |               | Gato Preto                    |
| 2018 | "Jura Juradinho"                                | PMB: Platina  | Gato Preto                    |
| 2019 | "Verdade ou Consequência" (com part. de Bivolt) |               | Não adicionado à nenhum álbum |
| 2020 | "Eu Tô Gostando De Um Menino Aí"                |               | Não adicionado à nenhum álbum |

## Prêmios e indicações
| Ano  | Prêmio            | Categoria                 | Resultado | Ref.   |
| ---- | ----------------- | ------------------------- | --------- | ------ |
| 2018 | Prêmio Multishow  | Melhor Cover na Web       | Indicadas | [ 15 ] |
| 2018 | Meus Prêmios Nick | Youtuber Musical Favorito | Indicadas | [ 16 ] |